# Norrtälje (stad)
Norrtälje is de hoofdstad van de gemeente Norrtälje in het landschap Uppland en de provincie Stockholms län in Zweden. De plaats heeft 16263 inwoners (2005) en een oppervlakte van 746 hectare.

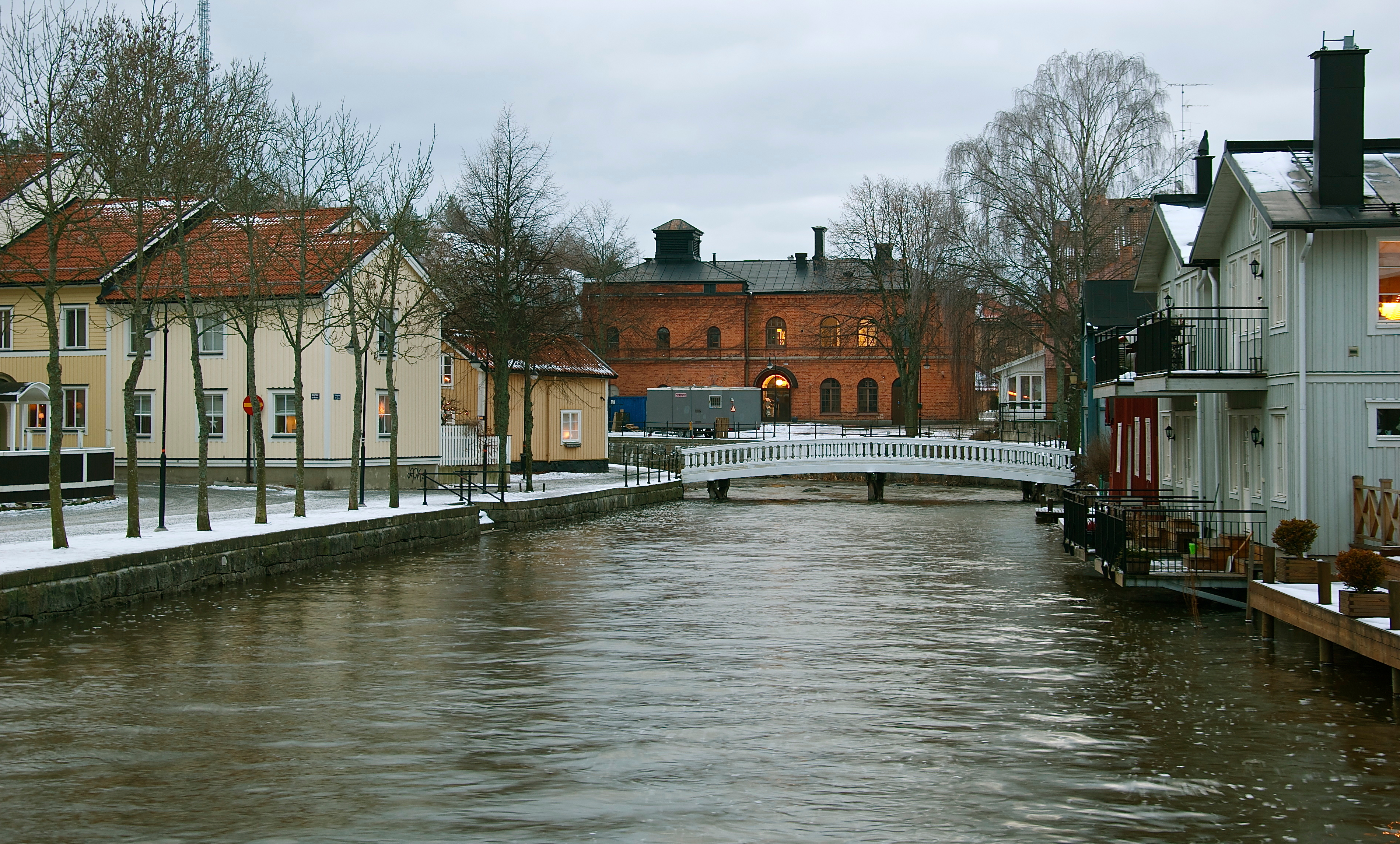
Norrtälje
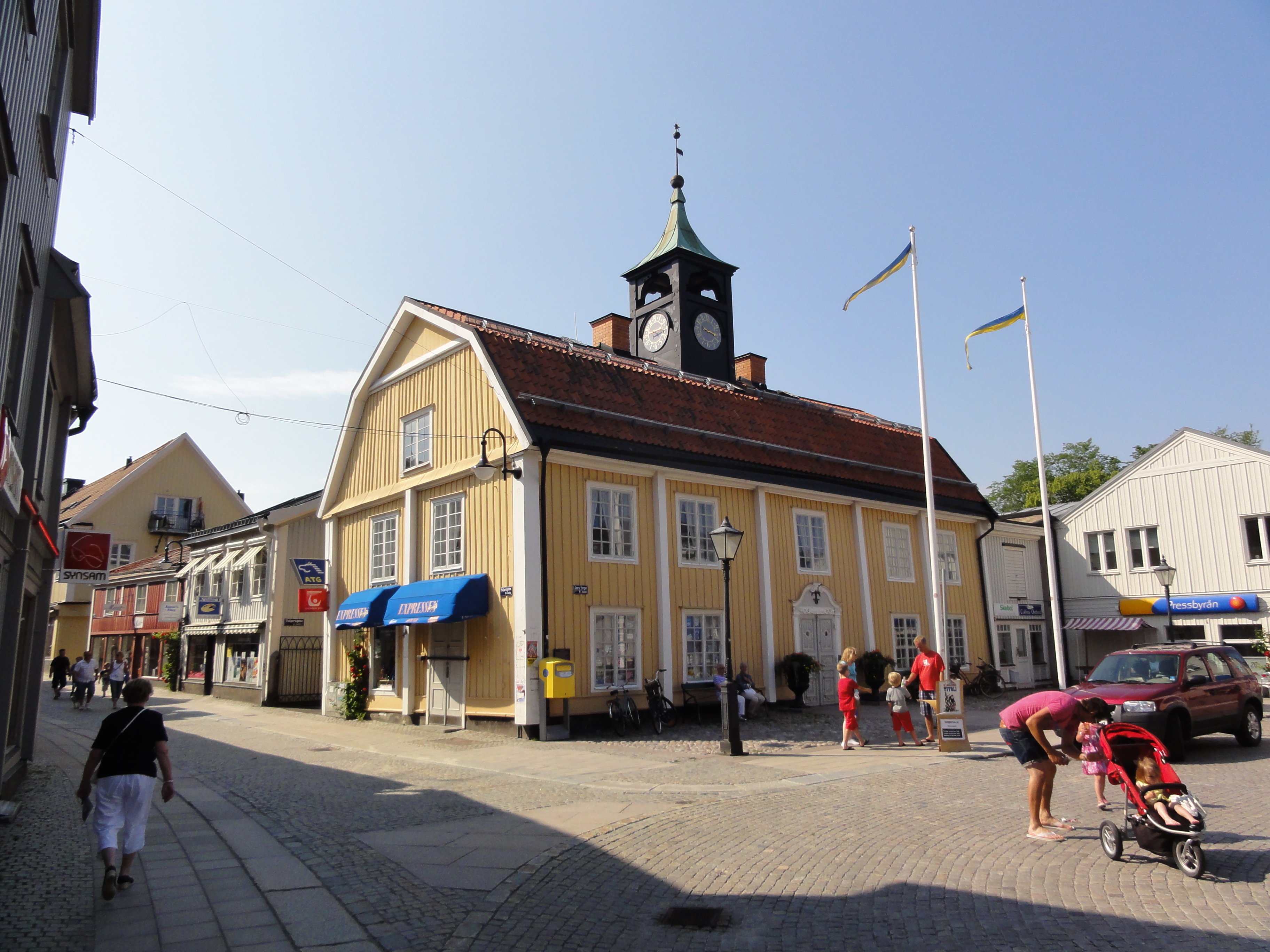
Raadhuis
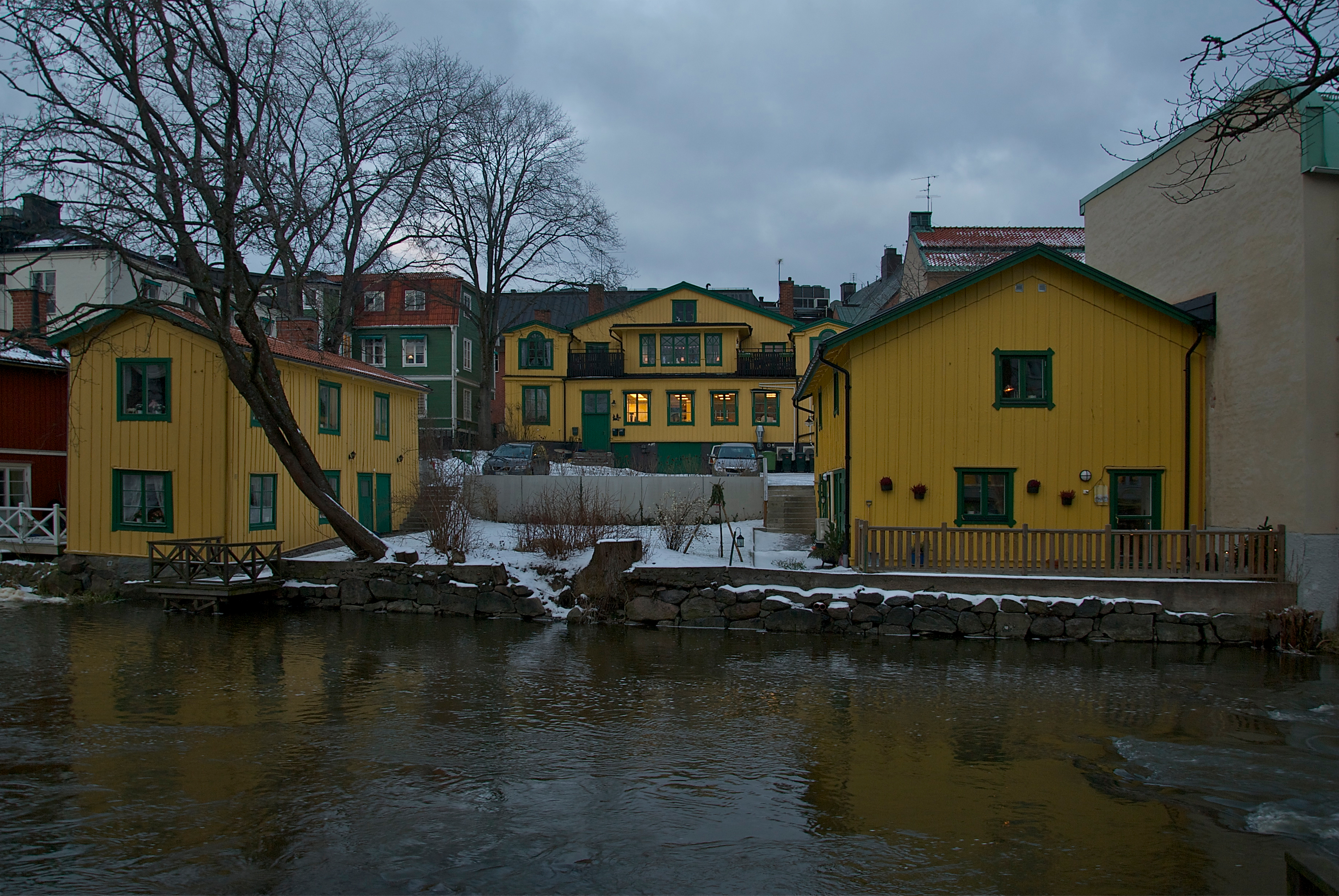
Huizen langs het water in Norrtälje

## Verkeer en vervoer
Bij de plaats lopen de E18, Riksväg 76, Riksväg 77 en Länsväg 276.
De plaats lag vroeger ook aan de spoorlijn Roslagsbanan.